# なんどだって約束!
「なんどだって約束！」（なんどだってやくそく！）は、Aqoursの楽曲。同グループのシングルとして2022年4月13日にLantisから発売された。

## 背景
前作「KU-RU-KU-RU Cruller!」から約7か月ぶりとなるシングル。
表題曲「なんどだって約束！」は、6thライブツアー「ラブライブ！サンシャイン!! Aqours 6th LoveLive! ～KU-RU-KU-RU Rock 'n' Roll TOUR～」の東京ドームでの追加公演「<WINDY STAGE>」のテーマソングとして制作された。なお、この6thライブツアーは、2020年にも開催が計画されていたものの新型コロナウイルス感染症の拡大で開催が中止となり、2022年に改めて開催された。

## リリース
2022年4月13日にLantisからリリースされ、初回生産特典として6thライブ<WINDY STAGE>のチケット最速先行抽選申込券が封入されている。

## チャート成績
2022年4月12日付のオリコンデイリーランキングでは3.1万枚を売り上げ3位にランクインし、翌日の4月13日付では2位に浮上した。2022年4月25日付オリコン週間シングルランキングでは5.5万枚を売り上げて3位にランクイン。ラブライブ!シリーズのCD作品が初動5万枚を超えたのは、2019年の「逃走迷走メビウスループ/Hop? Stop? Nonstop!」以来3年ぶり。また、アニメCDシングルチャートでは2020年の「WINTER VACATION」以来、1年5か月ぶりの首位獲得となった。

## 収録曲
| 全作詞: 畑亜貴、全作曲: TAKUYA, MEG, Kanata Okajima、全編曲: 本間昭光。 |                                              |        |                               |      |
| #                                                                       | タイトル                                     | 作詞   | 作曲・編曲                    | 時間 |
| 1.                                                                      | 「なんどだって約束！」                       | 畑亜貴 | TAKUYA , MEG , Kanata Okajima | 4:18 |
| 2.                                                                      | 「なんどだって約束！」(Off Vocal)            | 畑亜貴 | TAKUYA , MEG , Kanata Okajima | 4:18 |
| 3.                                                                      | 「なんどだって約束！」(高海千歌 Solo ver.)   | 畑亜貴 | TAKUYA , MEG , Kanata Okajima | 4:17 |
| 4.                                                                      | 「なんどだって約束！」(桜内梨子 Solo ver.)   | 畑亜貴 | TAKUYA , MEG , Kanata Okajima | 4:17 |
| 5.                                                                      | 「なんどだって約束！」(松浦果南 Solo ver.)   | 畑亜貴 | TAKUYA , MEG , Kanata Okajima | 4:17 |
| 6.                                                                      | 「なんどだって約束！」(黒澤ダイヤ Solo ver.) | 畑亜貴 | TAKUYA , MEG , Kanata Okajima | 4:17 |
| 7.                                                                      | 「なんどだって約束！」(渡辺曜 Solo ver.)     | 畑亜貴 | TAKUYA , MEG , Kanata Okajima | 4:17 |
| 8.                                                                      | 「なんどだって約束！」(津島善子 Solo ver.)   | 畑亜貴 | TAKUYA , MEG , Kanata Okajima | 4:17 |
| 9.                                                                      | 「なんどだって約束！」(国木田花丸 Solo ver.) | 畑亜貴 | TAKUYA , MEG , Kanata Okajima | 4:17 |
| 10.                                                                     | 「なんどだって約束！」(小原鞠莉 Solo ver.)   | 畑亜貴 | TAKUYA , MEG , Kanata Okajima | 4:17 |
| 11.                                                                     | 「なんどだって約束！」(黒澤ルビィ Solo ver.) | 畑亜貴 | TAKUYA , MEG , Kanata Okajima | 4:17 |
| 合計時間:                                                               | 合計時間:                                    | 47:09  |                               |      |